# Style baroque biélorusse
Le baroque biélorusse, appelé aussi baroque uniate ou baroque sarmate en Biélorussie ou baroque de Vilnius en Biélorussie est un style architectural, qui est présent en Biélorussie depuis la fin du XVIe siècle et présente les grandes caractéristiques de l'architecture baroque tout en conservant des particularités propres liées à sa situation géographique de carrefour entre différentes religions (catholique, orthodoxe, gréco-catholique, juive) et différentes cultures (baltes, russes, biélorusses, polonaises). Il s'est développé suivant des tendances multiples du fait du rattachement au fil des siècles, du territoire actuel de la Biélorussie, à l'ancienne Pologne, au grand-duché de Lituanie ou à la république des Deux Nations. Ce style est classé à ses débuts dans la catégorie des styles « baroque primitif » ou « style jésuite ». Plus récemment, il reçoit de la part des historiens d'art, des appellations plus spécifiques telle que « baroque sarmate », « baroque de Vilnius » qui dénotent la multiplicité des tendances baroques dans cette région.

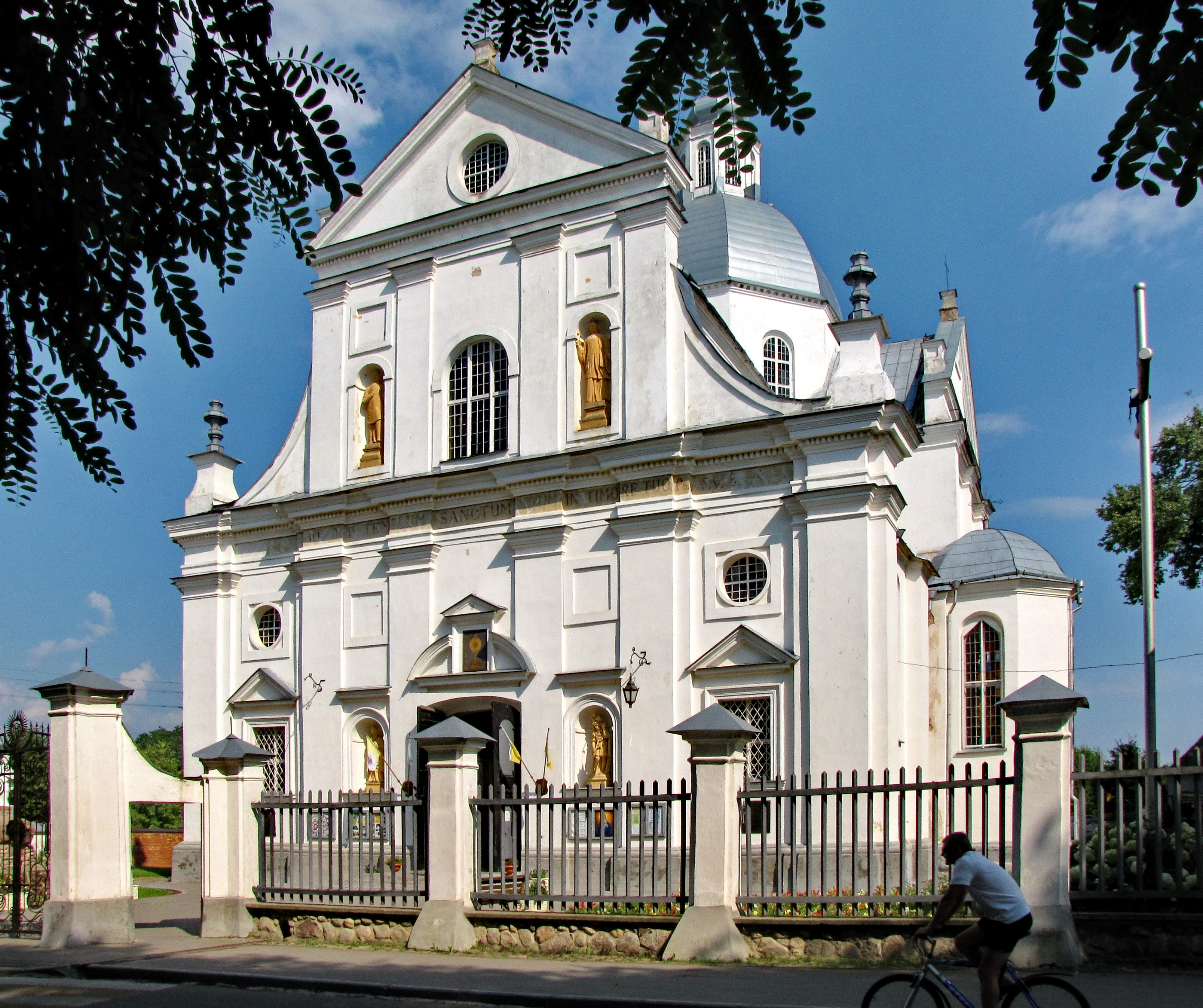
Église du Corpus Christi (Niasvij)

## Baroque primitif
Au centre de la Biélorussie, à côté du château de Niasvij et à proximité de l'ensemble du château de Mir, se trouve une des premières églises baroques d'Europe de l'Est : l'église du Corpus Christi (en biélorusse : Касцёл Цела Божага (Фарны)). C'est une église catholique, nécropole, encore actuelle, de la famille princière Radziwiłł. 
Cette église  a été construite entre 1584 et 1593 par le frère jésuite Gian Maria Bernardoni (1541-1605), architecte italien, qui œuvra toute sa vie en Pologne et les pays voisins dont la Biélorussie, pour les Jésuites de la région, qui venaient d'y ouvrir un collège. C'est une des premières églises construites par les Jésuites dans l'union de Lublin après que le royaume de Pologne et le grand duché de Lituanie se soient réunis. Le style baroque est dit « primitif » et s'inspire du Gesù à Rome (1584). Il est encore marqué par les traits spécifiques de la Renaissance.

## Style jésuite

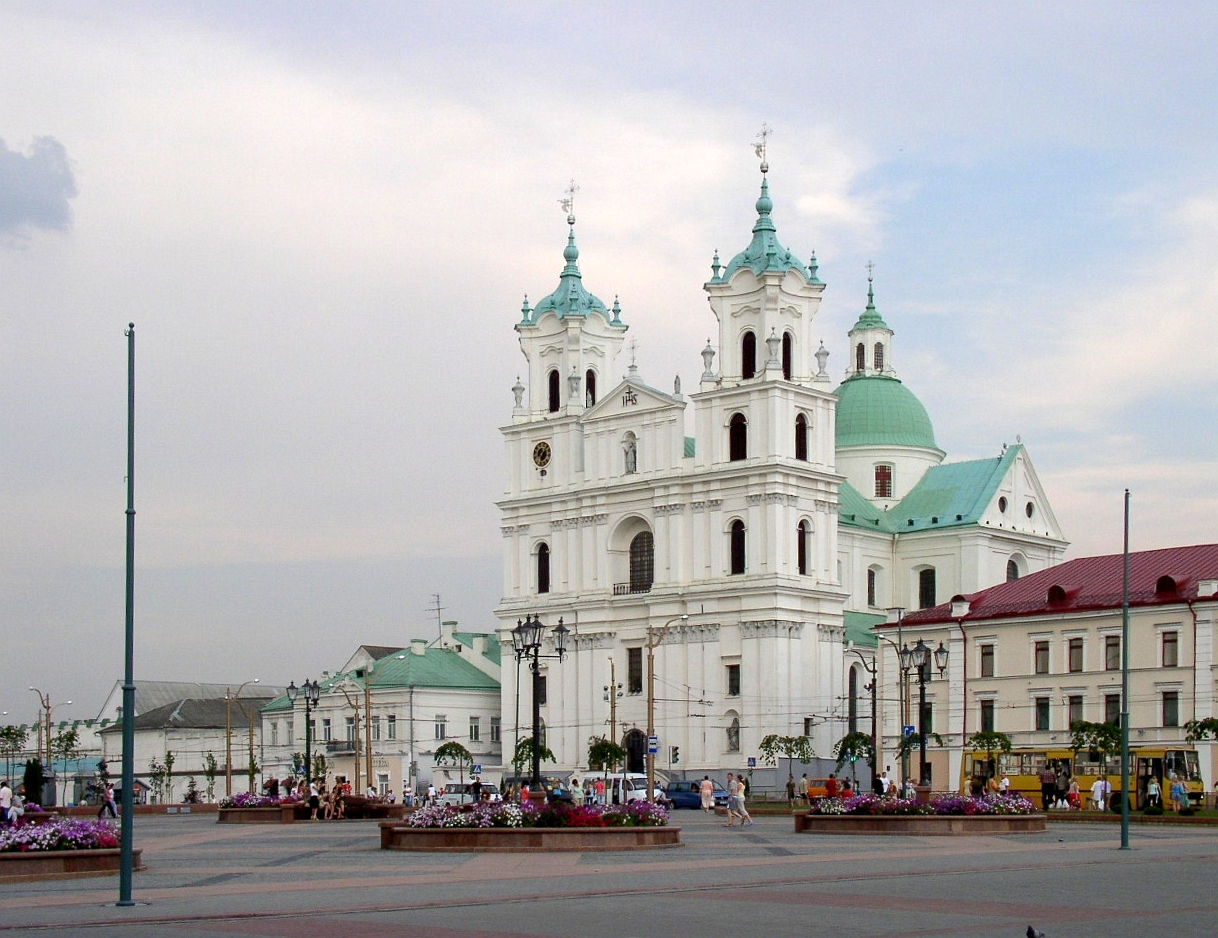
Cathédrale Saint-François-Xavier (Grodno)

La Compagnie de Jésus, ordre des jésuites, a œuvré sur le territoire actuel de la Biélorussie pendant deux cent cinquante ans. Elle fut interdite de présence par le pape Clément XIV en 1773, en Europe occidentale. Mais en Russie, l'impératrice Catherine II interdit la promulgation de la décision du pape. Les jésuites restèrent donc en Biélorussie, qui lors du premier partage de la Pologne, avait vu son territoire rattaché à l'Empire russe. Ils y demeurèrent jusqu'en 1826, date à laquelle ils durent quitter la région. Sur le plan architectural, leur présence a été marquée par l'édification d'un grand nombre d'édifices civils et religieux ou mixtes (collèges), sur le territoire de l'actuelle Biélorussie, durant cette période qui débute au XVIe siècle et s'achève à la fin du XVIIIe siècle. 
- La cathédrale Saint-François-Xavier, dédiée au missionnaire de la jésuite, François Xavier, est un des plus beaux exemples de ce style en Biélorussie. Un collège y était attenant. Sa construction date de 1678 à 1705.

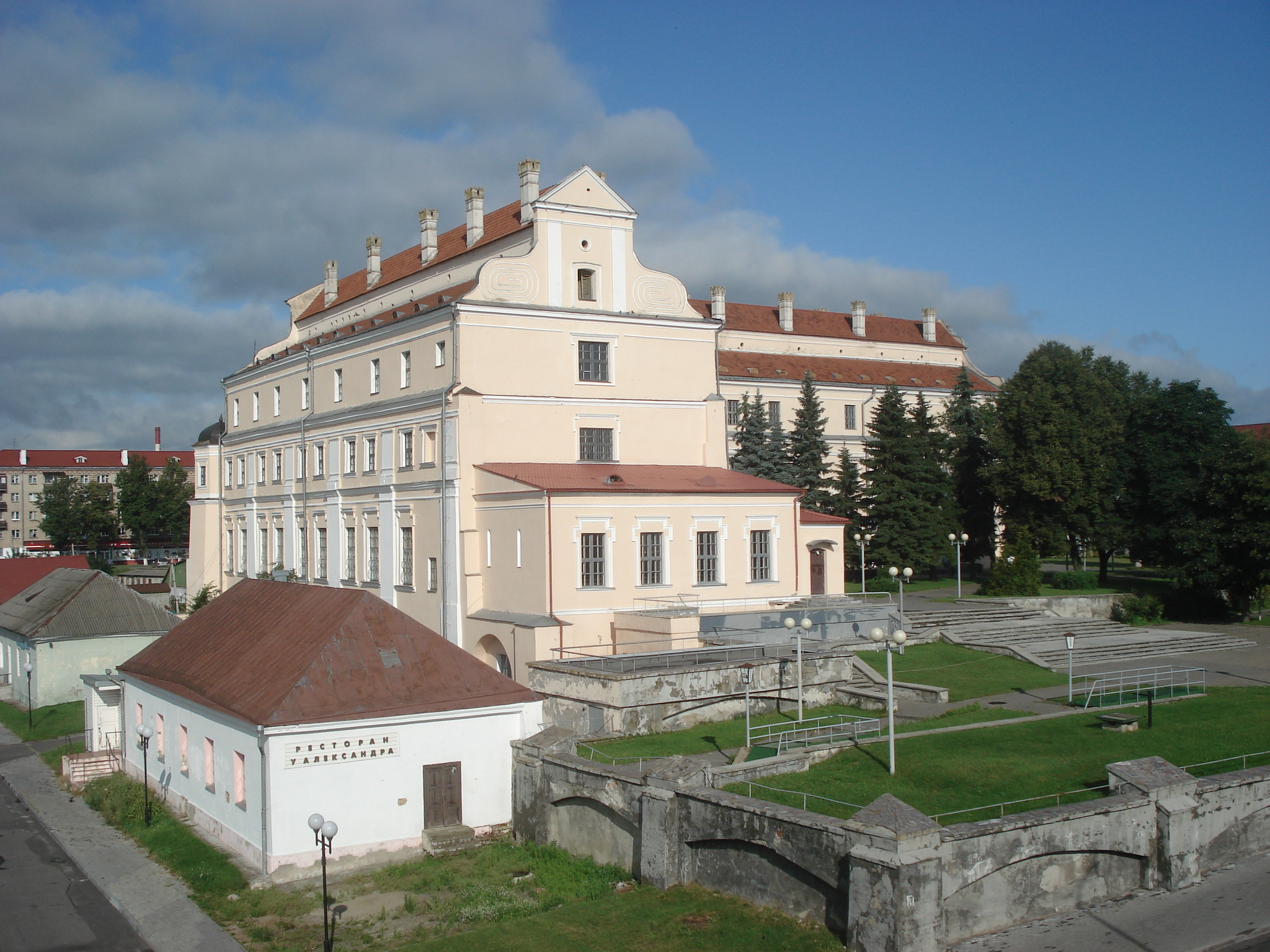
Collège jésuite (Pinsk)

- Le Collège jésuite de Pinsk, Collège jésuite (Pinsk) construit au milieu du XVIIe siècle, se situe à la fin de la période de l'architecture Renaissance, et au début de la diffusion du baroque[5].

## Baroque sarmate en Biélorussie

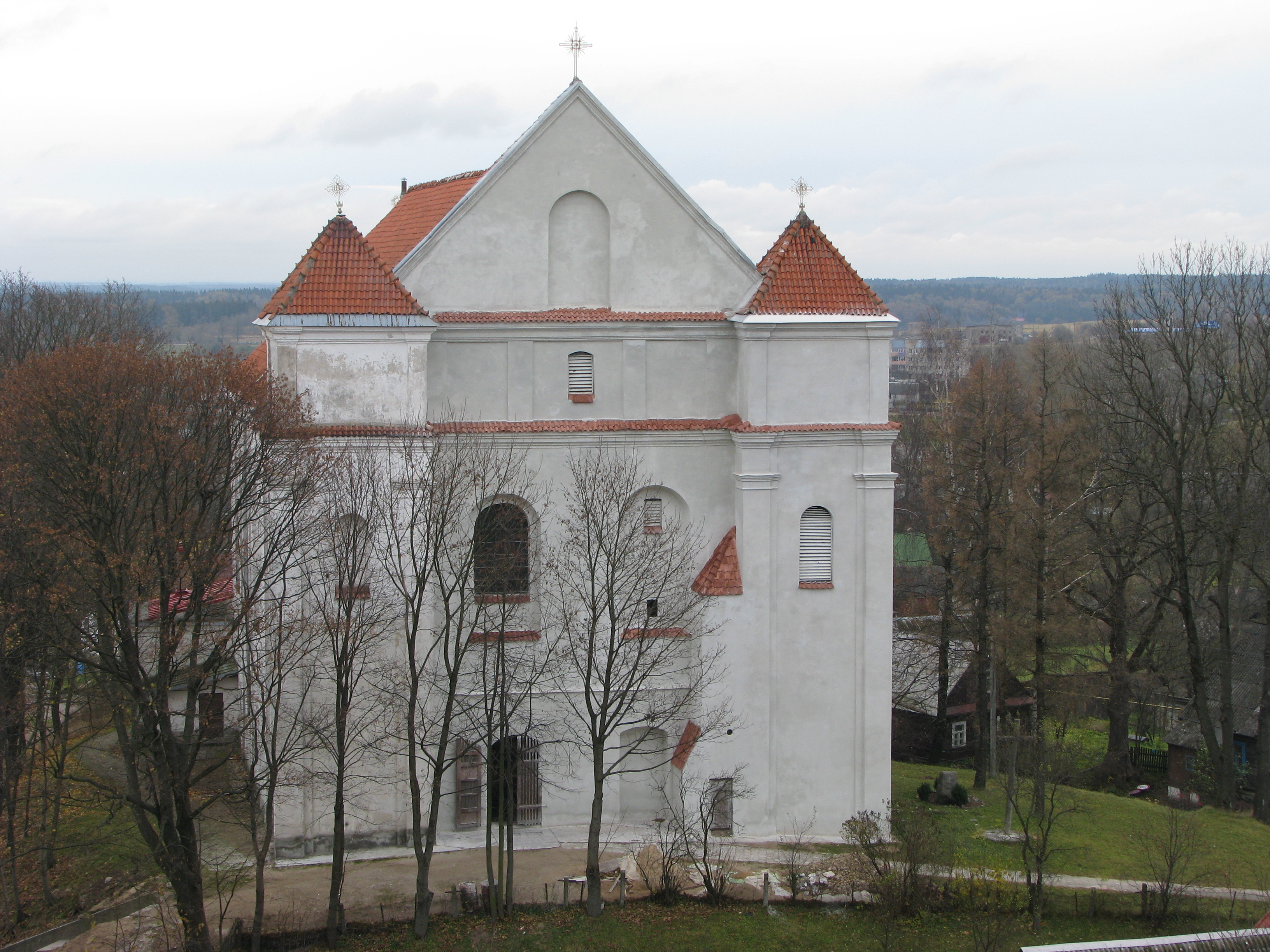
Église du Corpus Christi (Novogroudok)

Le baroque sarmate (en russe : Сарма́тское баро́кко), selon la terminologie de la critique d'art Tamara Gabrous, est un style qui s'est largement répandu sur le territoire du grand-duché de Lituanie à la fin du XVIIe siècle - début du XVIIIe siècle, et qui se caractérise par un aspect plus ascétique du baroque, moins luxuriant, qui s'exprime par des volumes plastiques massifs et une orientation tournée vers les traditions anciennes du Moyen Âge. 
Les formes baroques sont simplifiées et géométrisées, dans l'esprit des façades de la Renaissance, du gothique et même du roman. Les silhouettes des édifices sont massives. Elles font penser, parfois, à des citadelles miniatures. Leur décoration est volontairement austère. Mais cette austérité des façades contraste souvent avec la luxuriance des décorations intérieures de stucs et de peintures.

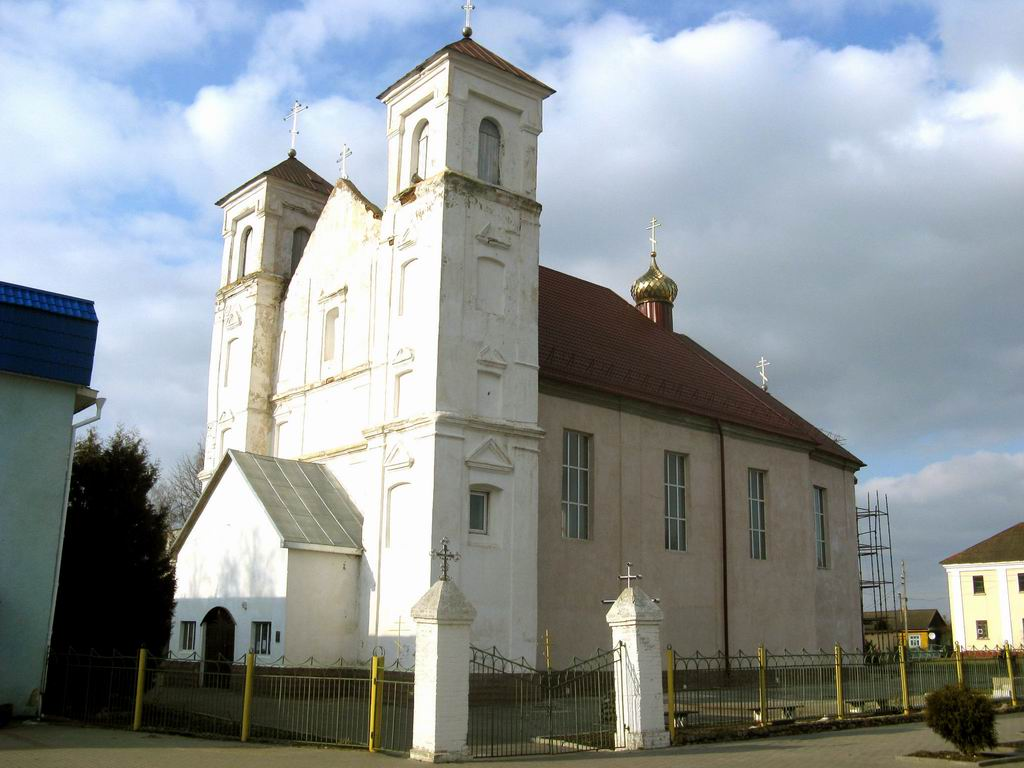
Église des dominicains (Kletsk)

Il faut voir dans les édifices baroques sarmates un reflet de l'idéologie sarmate, idéalisant l'image patriarcale de la vie médiévale des ancêtres polono-lituaniens de l'aristocratie polonaise. Dans les années 1720, la tendance au primitivisme du baroque passa de mode et fut remplacée par une architecture légère, mais riche : le « baroque de Vilna ».

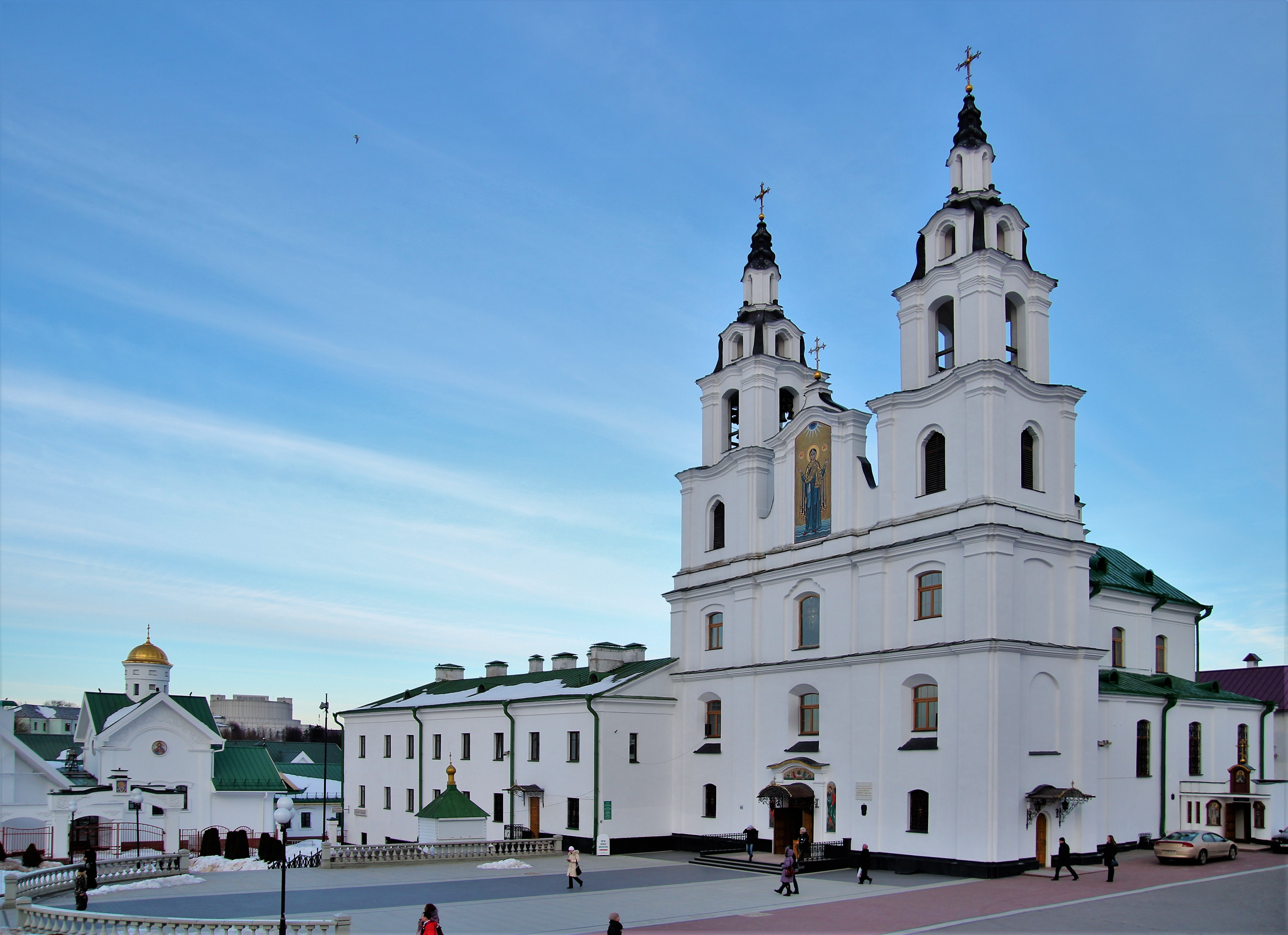
Cathédrale du Saint-Esprit (Minsk)

Au nombre des édifices les plus représentatifs du style baroque « sarmate », il faut retenir l'église Farny ou de Corpus Christi de Novogroudok, celle de la Résurrection à Kletsk (1683), l'église de Mikhalichki (raïon d'Astravets, oblast de Grodno, 1662—1684), l'église de la Trinité à Zasvir (1713—1714, Voblast de Minsk), l'église des Bernardins à Slonim (1670). La sévère rigueur des débuts de cette architecture, comme pour la cathédrale du Saint-Esprit de Minsk et le monastère des carmélites de Mstsislaw, s'adoucit peu à peu dans l'architecture des édifices qui suivirent

## Baroque deVilnaen Biélorussie
Le « baroque de Vilna » est le nom donné au dernier développement du baroque dans l'architecture religieuse du grand-duché de Lituanie, sur le territoire de l'union de Brest , en ce compris l'éparchie de Vilnius de l'église catholique romaine. Ce style architectural atteint son apogée durant la seconde moitié du XVIIIe siècle, grâce à l'action des milieux universitaires de la faculté d'architecture de l'université de Vilna. 
L'architecte Johann Christoph Glaubitz (mort en 1767), est à la source de ce « baroque de Vilnius ». Lorsque celui-ci restaura des édifices existant dans la capitale de Lituanie, il puisa son inspiration dans des constructions existant en Autriche et en Bavière. Les édifices construits par l'architecte Paolo Fontana (1698-1765) en Pologne rappellent également le « baroque de Vilnius», comme la cathédrale de la Transfiguration à Vilnius. Leur popularité en a fait un modèle prisé par l'Église grecque-catholique biélorusse ; d'où vient son surnom de « baroque uniate ».  

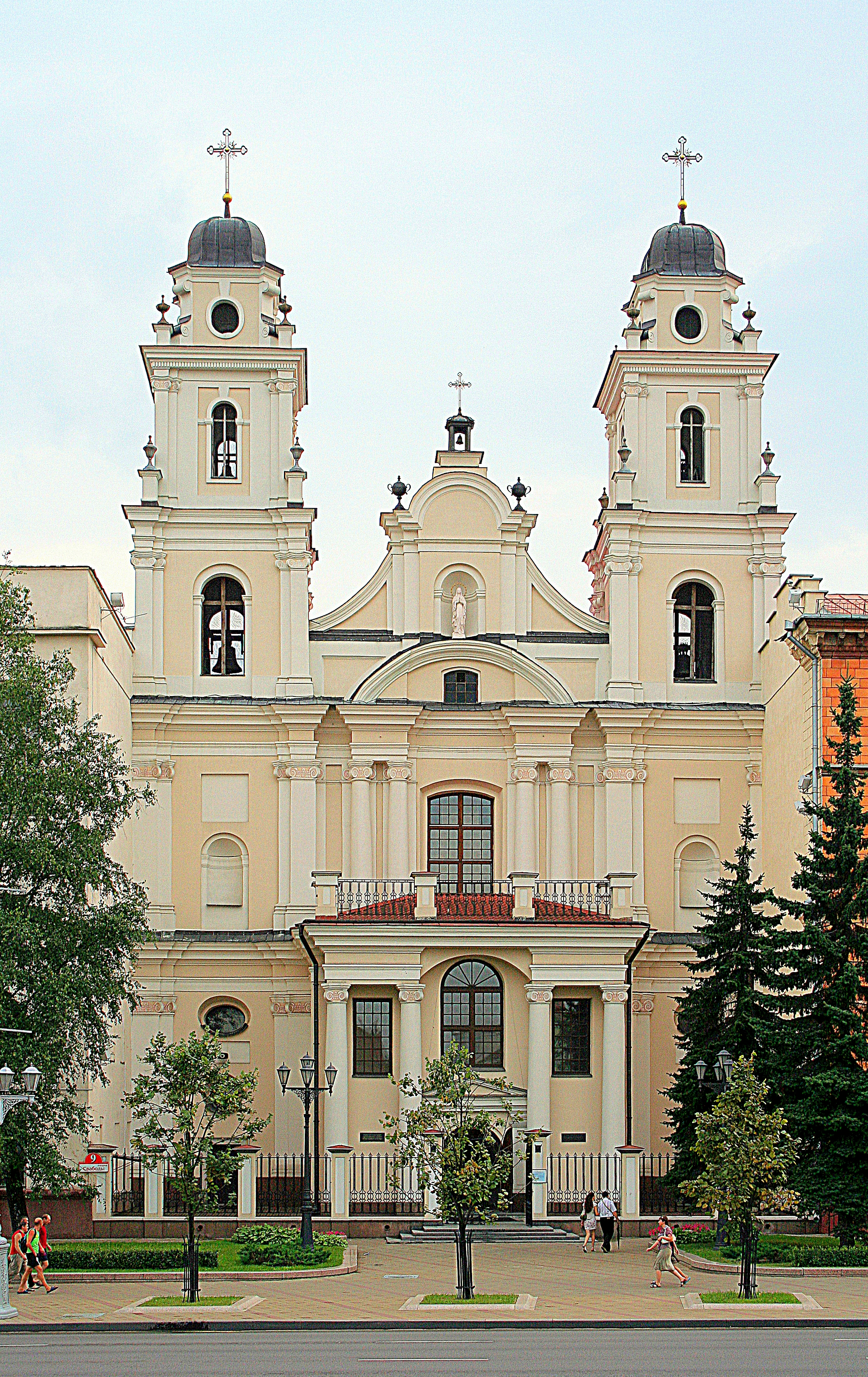
Cathédrale Sainte-Marie (Minsk)
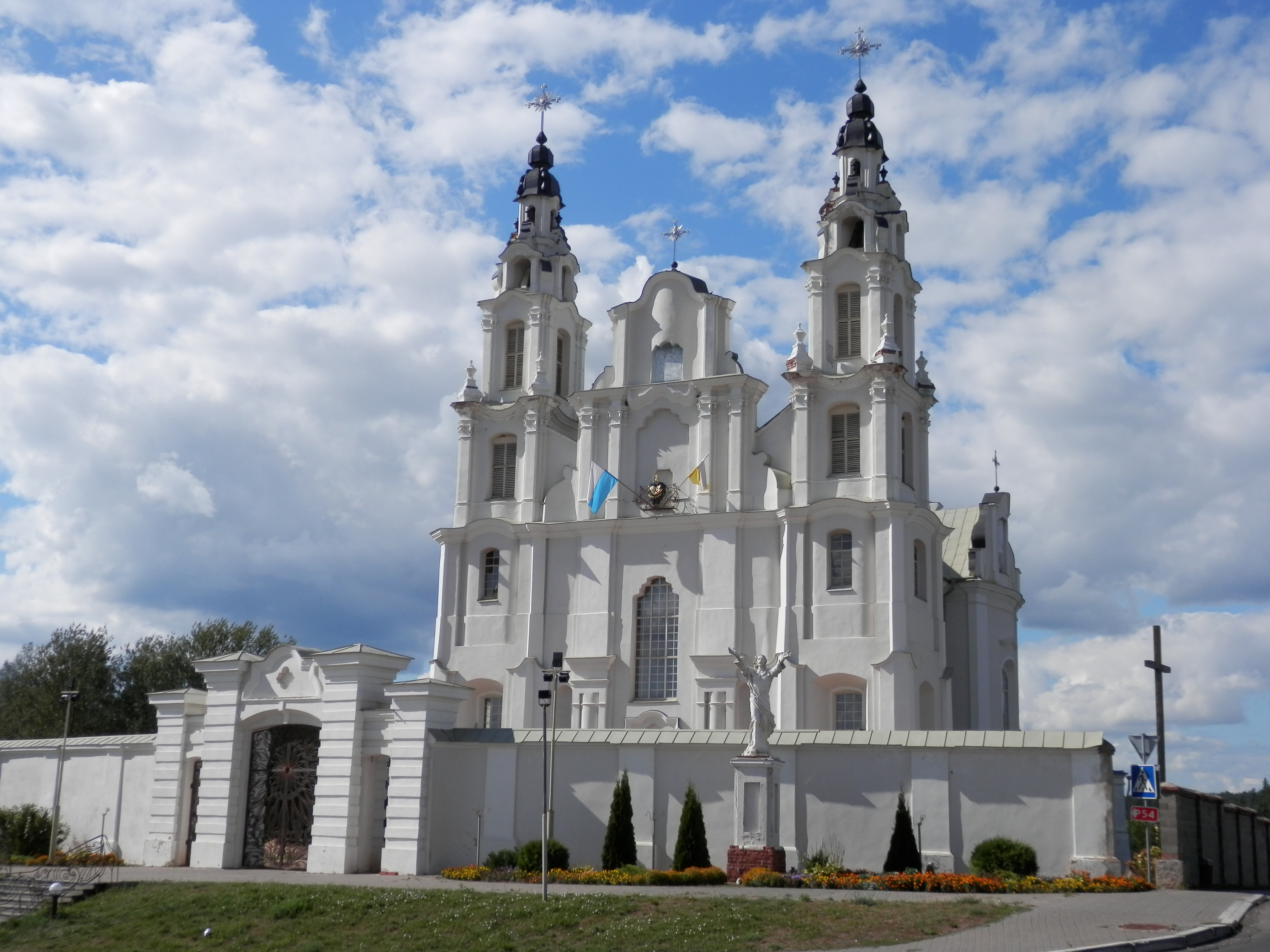
Église des Franciscains (Ivianets)
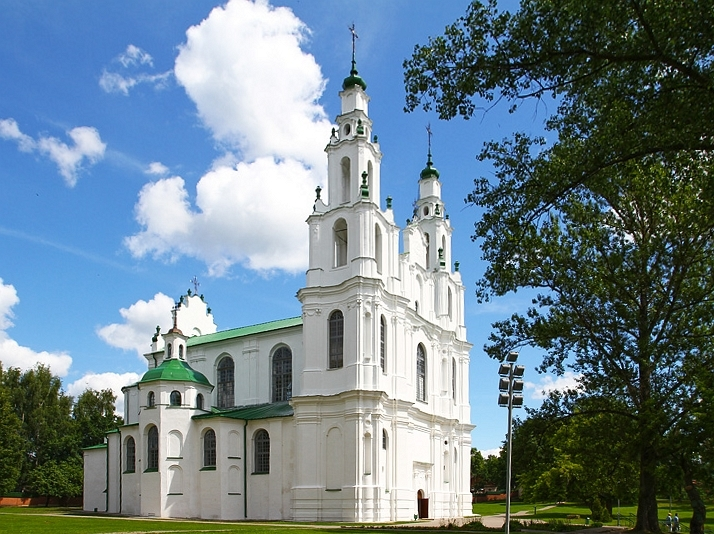
Cathédrale Sainte-Sophie (Polotsk)
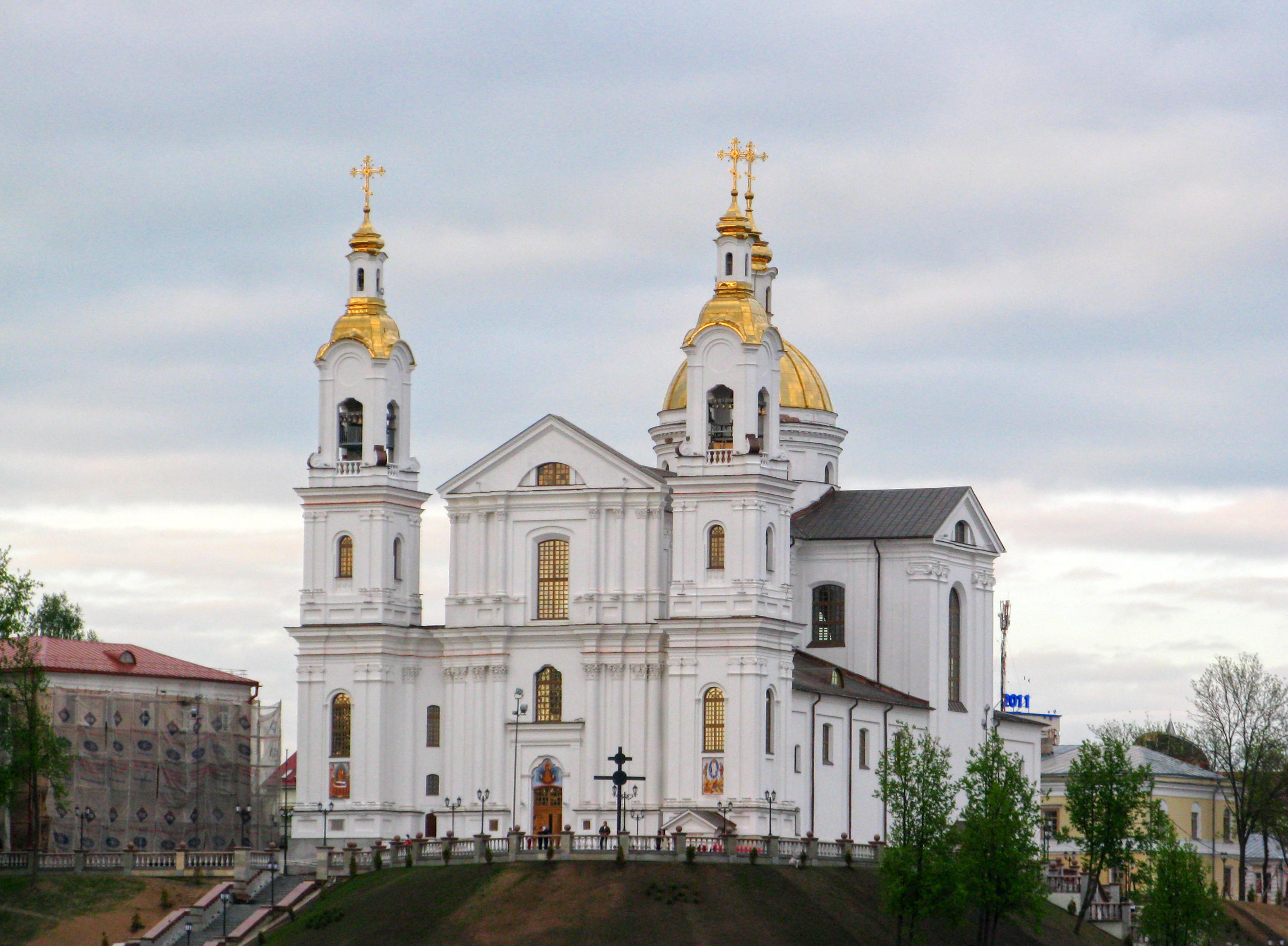
Église de l'Assomption (Vitebsk)
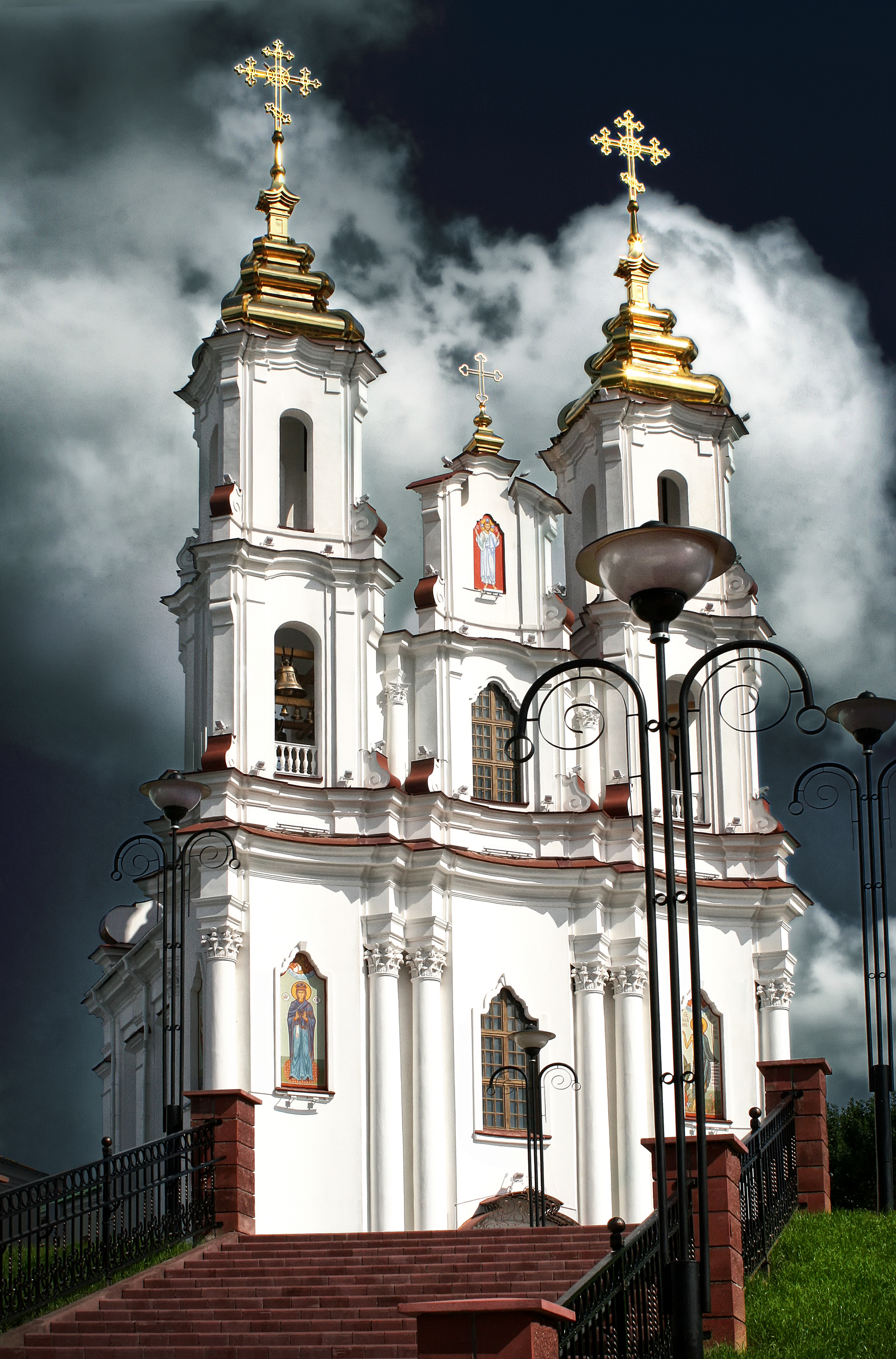
Église de la Sainte-Résurrection (Vitebsk)

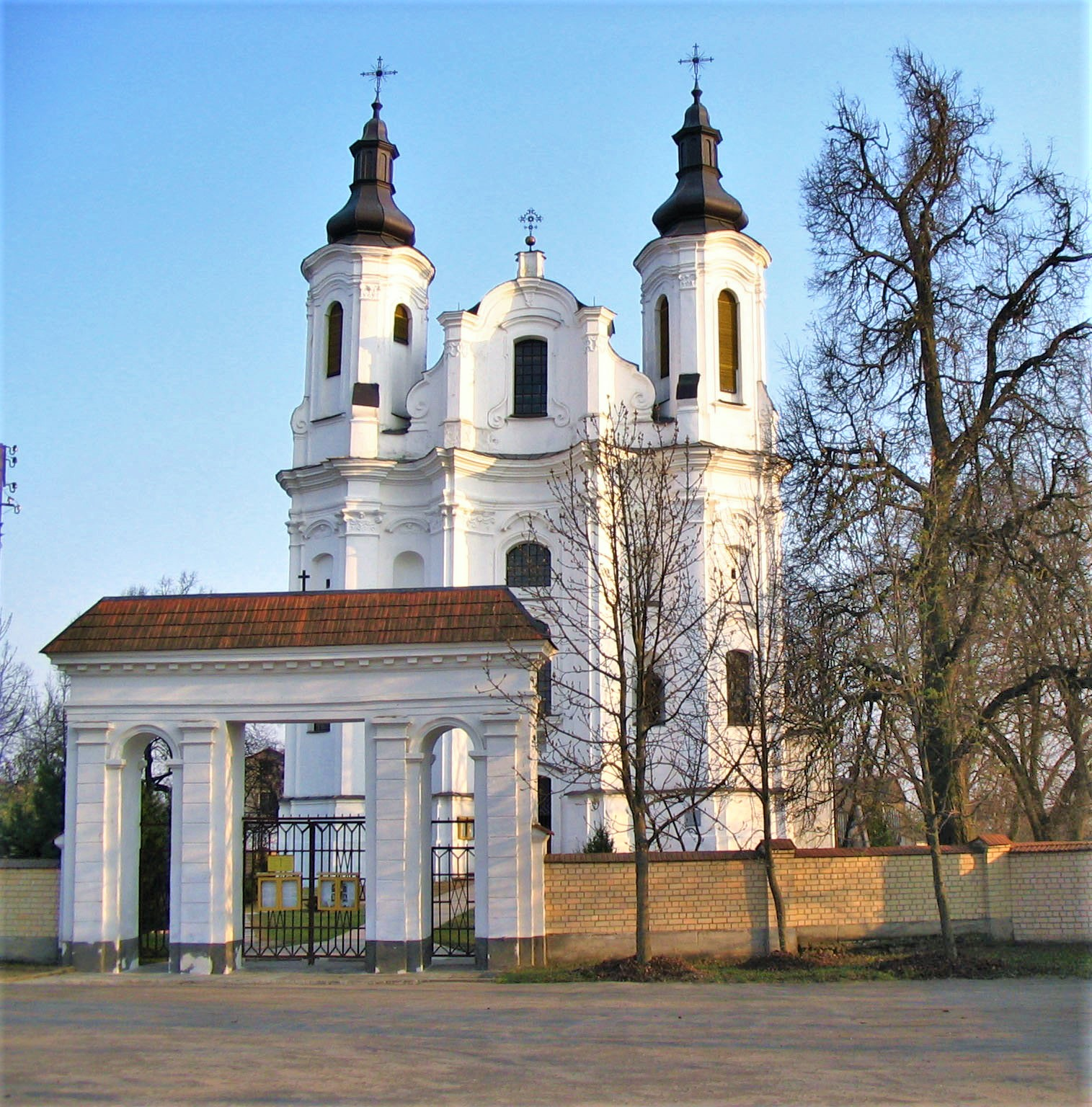
Église Saint-André (Slonim)
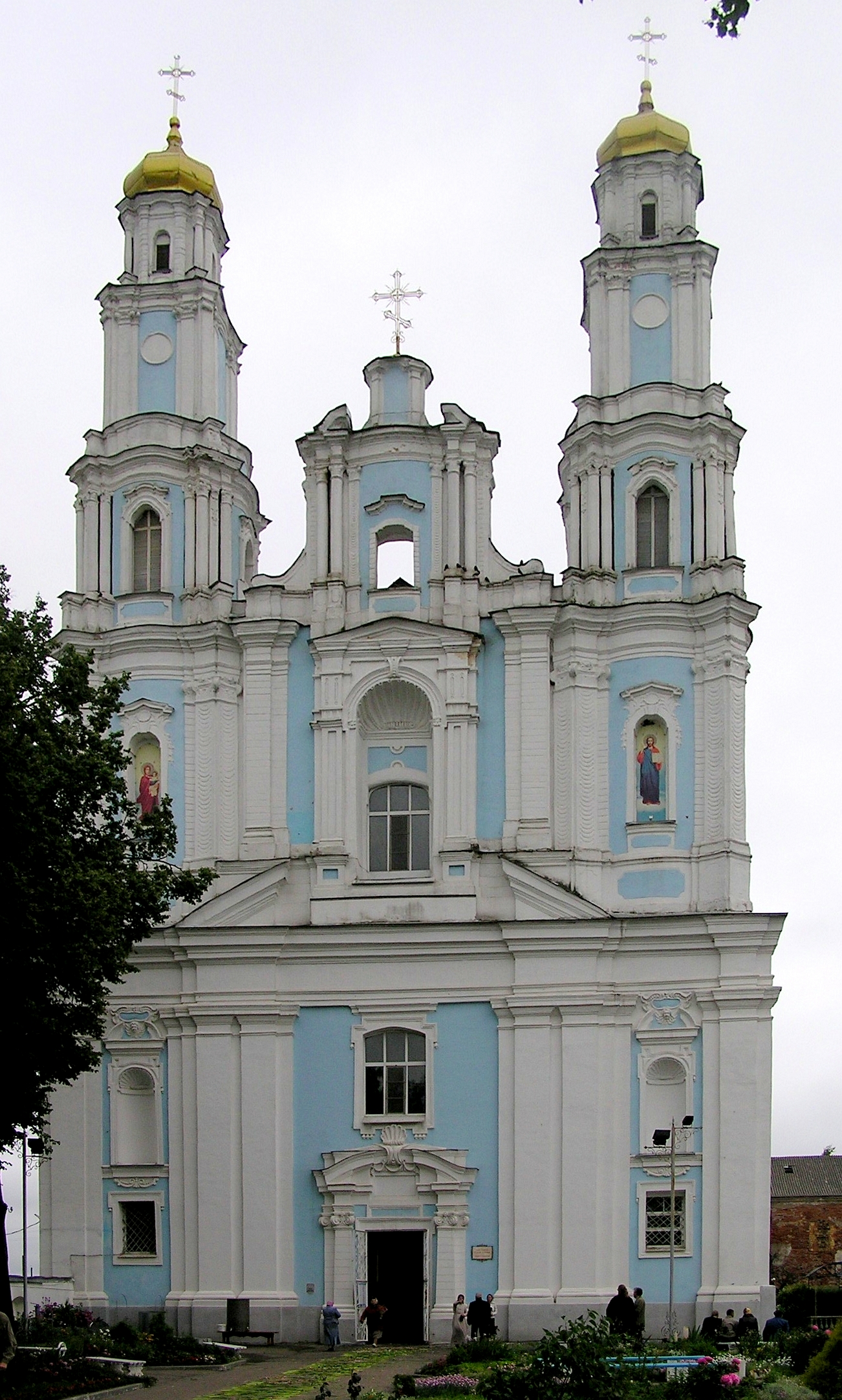
Église carmélite catholique (Hlybokaïe)
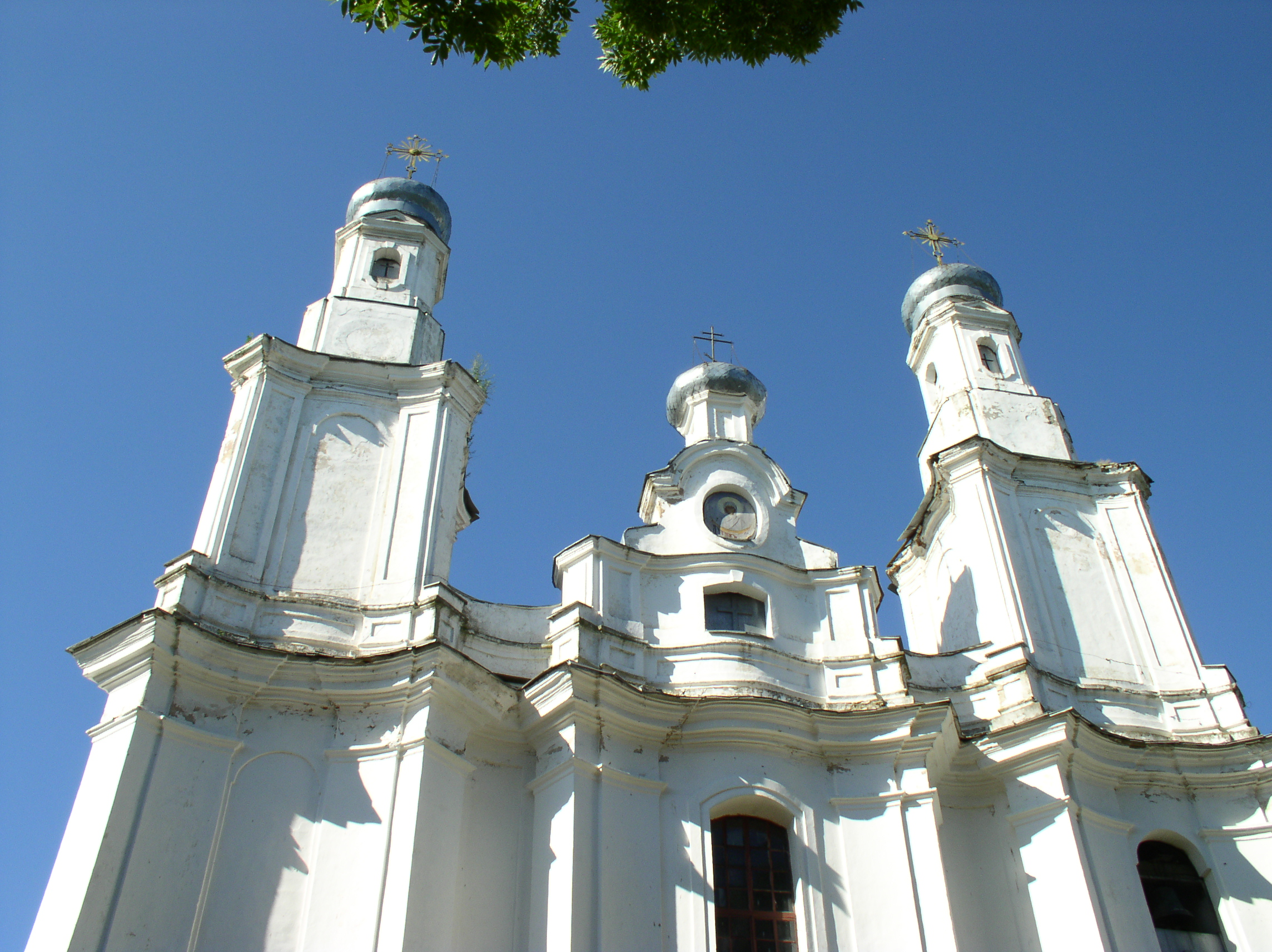
Église de l'Intercession (Talatchyn)
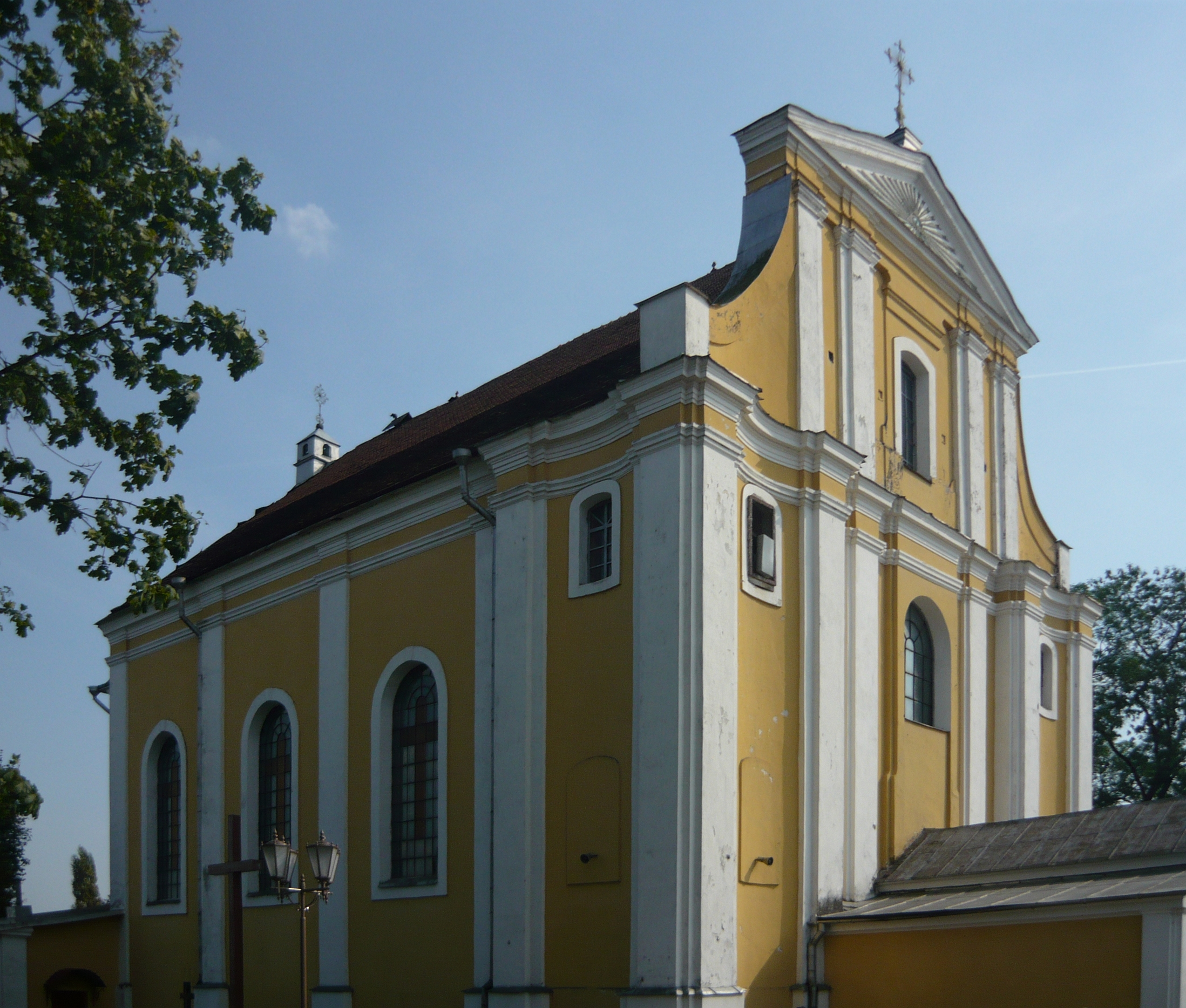
Église de l'Exaltation de la Sainte-Croix (Lida)

## Liens
- (ru) photos Подборка фотоматериала по сарматскому барокко